# 迎え酒
迎え酒（むかえざけ）とは二日酔いを緩和させるために飲む酒。
日本では、迎え酒を飲む風習が江戸時代にすでに存在しており、同時代の川柳でも「迎ひ酒あたまてんてんしては呑み」「あはれなるつらでぐびりと迎へ酒」と詠まれている。昭和中期にも、迎え酒は二日酔いの原因とされる体内のアセトアルデヒドの濃度を薄め、利尿作用によってアセトアルデヒドの尿中移行を促すといった意見もあった。
しかし平成以降の日本の研究では、エタノールの効果で中枢神経系が抑制されて痛覚などが鈍るため、二日酔いの症状である頭痛や吐き気などが緩和されているに過ぎず、いわば迎え酒による対処は「気のせい」「その場しのぎ」と考えられている。さらに迎え酒によってアセトアルデヒドが新たに生じるといった悪循環も生じ、迎え酒が習慣化することによってアルコール依存症になりうることや、飲み過ぎによる中性脂肪の増加の可能性も指摘されている。
ただし、海外の研究では迎え酒は、二日酔いを一時的にとめる(遅延効果)ことができるとされる。